# 개포초등학교 경진분교
개포초등학교 경진분교는 경상북도 예천군 개포면 용개로 1486-16 (경진리)에 있었던 초등학교이다.

## 연혁
- 1961년 9월 29일 개포국민학교 경진분교장 개교
- 1963년 6월 29일 경진국민학교 승격
- 1964년 1월 5일 경진국민학교 개교
- 1996년 3월 1일 개포초등학교로 편입
- 1999년 3월 1일 폐교